# Dave King (zanger)

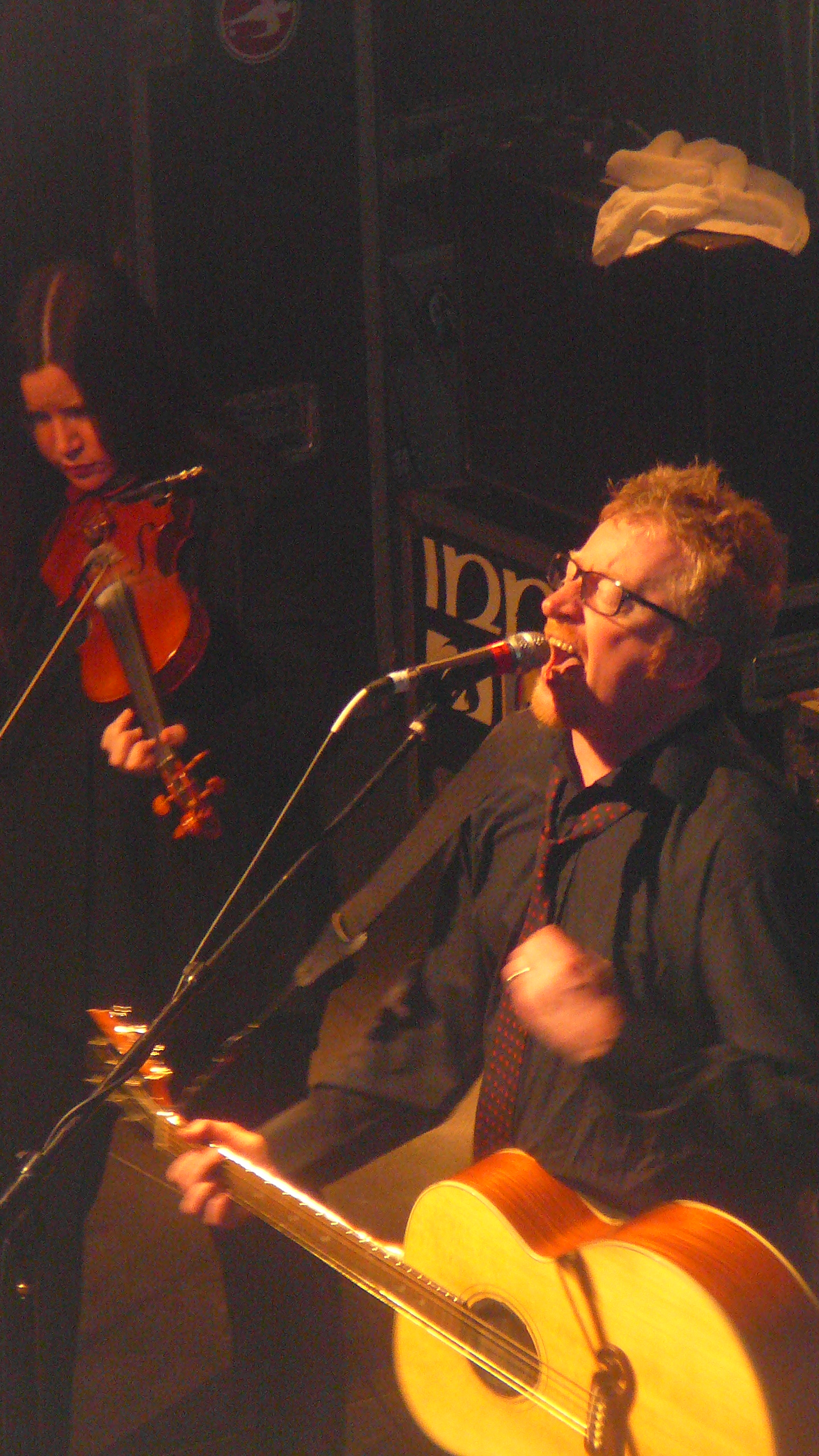
Dave King en zijn vrouw, Bridget Regan, tijdens een liveoptreden met Flogging Molly in 2010.

Dave King (Dublin, 11 december 1961) is een Iers zanger en de voorman van de Iers-Amerikaanse punkband Flogging Molly.

## Carrière
King groeide op in een kleine flat in Dublin met zijn moeder nadat zijn vader overleed toen Dave 10 jaar oud was. Op twintigjarige leeftijd trok hij eerst naar Londen en vervolgens naar Los Angeles. Gezien hij niet in het bezit was van een Permanent Resident Card kon hij het land niet uit of terug in en had hij gedurende acht jaar geen contact met zijn familie. King werd de zanger van de heavymetalband Fastway, met gitarist "Fast" Eddie Clarke, bekend van Motörhead, Pete Way (ook bassist van UFO) en Jerry Shirley (drummer van Humble Pie). Dave King werd de zanger op de eerste vier albums van de groep en het aansluitende live-album. Nadien vormde hij in Los Angeles "Flogging Molly" met Ted Hutt, Jeff Peters en Bridget Regan, met welke laatste hij in het huwelijk trad. Ze wonen nu afwisselend in Detroit (Michigan) en het Ierse Wexford.